# Zabrzeg (Bieruń)
Zabrzeg – część Bierunia.
W Zabrzegu występuje wyłącznie zabudowa domów jednorodzinnych. Przez dzielnicę przechodzi droga krajowa nr 44. Przez Zabrzeg przepływa Wisła.

## Historia
Zabrzeg to dawna wieś. W II RP Zabrzeg stanowił dawniej obszar dworski w powiecie pszczyńskim, od 1922 w województwie śląskim. 1 października 1924 zniesiono obszary dworskie na obszarze województwa śląskiego, w związku z czym Zabrzeg podzielono i włączono do gmin jednostkowych Czarnuchowice i Nowy Bieruń.
W latach 1945–1954 wszedł w skład zbiorowej gminy Bieruń Nowy. W latach 1954–1972 należał do gromady Bieruń Nowy. W latach 1973–1975 w gminie Bieruń Stary (obejmującej 4 sołectwa: Bijasowice, Czarnuchowice, Nowy Bieruń i Ściernie). Od 27 maja 1975 do 1 kwietnia 1991 część Tychów. Od 2 kwietnia 1991 część usamodzielnionego Bierunia.